# Hygrophila (Gastropoda)
Hygrophila es un clado taxonómica de los caracoles de agua dulce que respiran aire, moluscos gasterópodos pulmonados acuáticos dentro del clado Panpulmonata.

## Taxonomía
1997
Estas familias fueron colocados en el suborden Basommatophora (Taxonomía de Gastropoda (Ponder & Lindberg, 1997)).
2005
Ha sido un clado en el grupo informal Basommatophora dentro de la Pulmonata.
Clado Hygrophila:
- Superfamilia Chilinoidea Dall, 1870
  - Familia Chilinidae Dall, 1870
  - Familia Latiidae Hutton, 1882
- Superfamilia Acroloxoidea Thiele, 1931
  - Familia Acroloxidae Thiele, 1931
- Superfamilia Lymnaeoidea Rafinesque, 1815
  - Familia Lymnaeidae Rafinesque, 1815
- Superfamilia Planorboidea Rafinesque, 1815
  - Familia Planorbidae Rafinesque, 1815
  - Familia Physidae Fitzinger, 1833

2010
Basommatophora (Siphonarioidea y Amphiboloidea y Hygrophila) se ha encontrado en el grupo polifilético y así Jörger trasladó de Hygrophila a Panpulmonata.